# A Farewell to Kings
| 전문가 평가                   | 전문가 평가 |
| 평가 점수                     | 평가 점수   |
| 출처                          | 점수        |
| ----------------------------- | ----------- |
| AllMusic                      | [ 3 ]       |
| Christgau's Record Guide      | D           |
| PopMatters                    | 8/10        |
| The Rolling Stone Album Guide | [ 6 ]       |
| Classic Rock                  | [ 7 ]       |

《A Farewell to Kings》는 1977년 8월 29일, 앤섬 레코드에서 발매한 캐나다의 프로그레시브 록 밴드 러시의 다섯 번째 스튜디오 음반이다. 이 음반은 웨일스의 록필드 스튜디오에서 녹음되었다.

## 커버 아트
이 커버 아트는 오랫동안 러시의 협력자였던 휴 시미가 디자인한 것이다. 그는 러시가 음반을 녹음하기 전에 디자인을 시작했고, 그 그룹이 그에게 던진 주제를 바탕으로 만들었다. 토론토 하버캐슬호텔을 배경으로 뉴욕주 버팔로의 한 철거 현장 합성사진을, 전경은 타이틀곡에서 다루는 주제를 상징하는 "기괴한 인형"을 닮은 인간의 모습을 그리고 있다.

## 발매
《A Farewell to Kings》는 1977년 9월에 발매되었다. 영국에서, 포노그램 주식회사는 이 지역에서 밴드의 프로필을 증가시키기 위해 이 음반을 위한 광범위한 광고 캠페인을 준비했다.
1977년 11월 《A Farewell to Kings》는 미국 음반 산업 협회에서 50만장 판매로 골드를 인증받은 러시 3장의 음반 중 하나이다. 다른 것들은 《2112》와 《All the World's a Stage》이다.

## 투어
러시는 1977년 8월부터 1978년 6월까지 음반을 지지하며 순회공연을 했다. 투어 초반에, 러시는 1977년 8월 토론토에 있는 엑시비션 스타디움에서 22,000명 이상의 관객이 참석한 매진된 공연에 헤드라인을 쳤다. 1977년 말, 1978년 2월부터 영국 전역의 16일짜리 다리 티켓이 발표되었는데, 이 티켓은 순식간에 매진되었다.

## 곡 목록
작곡은 모두 특별한 언급이 없는 한 게디 리와 알렉스 라이프슨이 맡았고, 작사는 모두 특별한 언급이 없는 한 닐 피어트가 맡았다.
| #  | 제목                    | 작곡                 | 재생 시간 |
| -- | ----------------------- | -------------------- | --------- |
| 1. | 〈A Farewell to Kings〉 | 리, 라이프슨, 피어트 | 5:51      |
| 2. | 〈Xanadu〉              |                      | 11:05     |

| #  | 제목                                  | 작사              | 재생 시간 |
| -- | ------------------------------------- | ----------------- | --------- |
| 3. | 〈Closer to the Heart〉               | 피어트, 피터 탤벗 | 2:54      |
| 4. | 〈Cinderella Man〉                    | 리                | 4:20      |
| 5. | 〈Madrigal〉                          |                   | 2:35      |
| 6. | 〈Cygnus X-1 - Prologue - 1 - 2 - 3〉 |                   | 10:25     |

## 인증
| 국가                       | 인증     | 판매량/출하량 |
| -------------------------- | -------- | ------------- |
| 캐나다 (뮤직 캐나다)       | 플래티넘 | 100,000^      |
| 영국 (BPI)                 | 골드     | 100,000^      |
| 미국 (RIAA)                | 플래티넘 | 1,000,000^    |
| ^출하량을 기반으로 한 인증 |          |               |